# Cordeauxia edulis
Cordeauxia edulis là một loài thực vật có hoa trong họ Đậu. Loài này được Hemsl. miêu tả khoa học đầu tiên.